# SUPER JUNIOR D&E JAPAN TOUR 2018 ~STYLE~
《SUPER JUNIOR D&E JAPAN TOUR 2018 ~STYLE~》은 슈퍼주니어-D&E의 세 번째 일본 전국 콘서트 투어이다.

## 개요
2018년 5월 16일, 슈퍼주니어 일본 공식 홈페이지는 17회로 예정된 슈퍼주니어-D&E의 세 번째 일본 투어의 일정을 공개하였으며 21일부터 27일까지 E.L.F. JAPAN 선행 예매가 7월 4일부터 일반 예매가 진행되었다. 3년만의 투어에도 불구하고 현지 팬들의 호응이 좋아 부도칸에서의 2회 공연이 추가되기에 이른다.
슈퍼주니어-D&E는 4년만에 부도칸에서 투어의 대미를 장식하게 되었으며 더 나아가 19회에 걸친 투어를 통해 8만명의 누적 관객을 기록하였다.

## 투어 일정
| 일정             | 도시       | 장소                         | 관객 수       |
| ---------------- | ---------- | ---------------------------- | ------------- |
| 2018년 9월 7일   | 요코하마시 | 파시 피코 요코하마 국립대 홀 | 통산 10,000명 |
| 2018년 9월 8일   | 요코하마시 | 파시 피코 요코하마 국립대 홀 | 통산 10,000명 |
| 2018년 9월 15일  | 고베시     | 고베 월드 기념 홀            | 통산 10,000명 |
| 2018년 9월 16일  | 고베시     | 고베 월드 기념 홀            | 통산 10,000명 |
| 2018년 9월 17일  | 고베시     | 고베 월드 기념 홀            | 통산 10,000명 |
| 2018년 9월 27일  | 도쿄시     | 도쿄 국제 포럼 홀 A          | 통산 20,000명 |
| 2018년 9월 28일  | 도쿄시     | 도쿄 국제 포럼 홀 A          | 통산 20,000명 |
| 2018년 10월 2일  | 도쿄시     | 도쿄 국제 포럼 홀 A          | 통산 20,000명 |
| 2018년 10월 3일  | 도쿄시     | 도쿄 국제 포럼 홀 A          | 통산 20,000명 |
| 2018년 10월 12일 | 나고야시   | 나고야 국제회의장 센츄리 홀  | 통산 2,000명  |
| 2018년 10월 13일 | 나고야시   | 나고야 국제회의장 센츄리 홀  | 통산 2,000명  |
| 2018년 10월 20일 | 히로시마시 | 히로시마 문화회관 HBG 홀     | 통산 4,000명  |
| 2018년 10월 21일 | 히로시마시 | 히로시마 문화회관 HBG 홀     | 통산 4,000명  |
| 2018년 10월 27일 | 후쿠오카시 | 후쿠오카 선 팰리스           | 통산 4,600명  |
| 2018년 10월 28일 | 후쿠오카시 | 후쿠오카 선 팰리스           | 통산 4,600명  |
| 2018년 11월 3일  | 삿포로시   | 삿포로 문화 예술 극장        | 통산 4,600명  |
| 2018년 11월 4일  | 삿포로시   | 삿포로 문화 예술 극장        | 통산 4,600명  |
| 2018년 11월 8일  | 도쿄시     | 일본무도관                   | 통산 22,000명 |
| 2018년 11월 9일  | 도쿄시     | 일본무도관                   | 통산 22,000명 |

## 세트 리스트
- Opening VCR -
- Here We Are (JP)
- Polygraph (JP)
- Hot Baby (JP)
- You Don't Go (JP)
- Circus (JP)

- VCR #2 -
- 겨울 愛 (Winter Love) (KR)
- Growing Pains (JP)

- Ment -
- IF YOU (JP)
- Perfect (KR/동해 Solo)

- VCR #3 -
- Let's Get It On (JP)
- Mr. Nice Guy (JP)
- LOSE IT (JP)

- Ment -

- VCR #4 -
- SUNRISE (JP)

- VCR #5 -
- I Wanna Love You (KR)
- Take It Slow (JP)
- Swaggerific (JP/은혁 Solo)

- VCR #6 -
- MOTOCYCLE (JP)
- Kiss Kiss Dynamite (JP)
- I WANNA DANCE (JP)
- Oppa, Oppa (JP)
- 촉이 와 (Can You Feel It?) (KR)

- Ment -
- Hello (JP)

- Encore VCR -
- 머리부터 발끝까지 ('Bout You) (KR)
- もっとぎゅっと (JP)

## 게스트
| 일정             | 게스트           |
| ---------------- | ---------------- |
| 2018년 10월 13일 | 신동, 시원, 려욱 |

## 제작
- 슈퍼주니어-D&E (은혁, 동해)
- 기획 · 제작 : 에이벡스 엔터테인먼트, SM 엔터테인먼트 재팬
- 총연출 : 오오쿠보 마사오